# I liga urugwajska w piłce nożnej (1975)
- Mistrz Urugwaju 1975: CA Peñarol
- Wicemistrz Urugwaju 1975: Club Nacional de Football
- Copa Libertadores 1976: CA Peñarol, Club Nacional de Football
- Spadek do drugiej ligi: Racing Montevideo
- Awans z drugiej ligi: Sud América Montevideo

Mistrzostwa Urugwaju w roku 1975 były mistrzostwami rozgrywanymi według systemu, w którym wszystkie kluby rozgrywały ze sobą mecze każdy z każdym u siebie i na wyjeździe, a o tytule mistrza i dalszej kolejności decydowała końcowa tabela. Miejsce w końcowej tabeli mistrzostw nie decydowało o prawie gry w międzynarodowych pucharach – o tym zadecydował oddzielny turniej zwany Liguilla Pre-Libertadores, rozegrany na koniec sezonu. Najlepszy klub w tym turnieju uzyskał prawo gry w Copa Libertadores 1976, a drugi miał stoczyć pojedynek barażowy z mistrzem Urugwaju.

## Primera División

### Końcowa tabela sezonu 1975
| Poz | Klub                      | Mecze | Zw | Rem | Por | Pkt | BrZd | BrStr |
| --- | ------------------------- | ----- | -- | --- | --- | --- | ---- | ----- |
| 1   | CA Peñarol                | 22    | 16 | 6   | 0   | 38  | 59   | 22    |
| 2   | Club Nacional de Football | 22    | 12 | 5   | 5   | 29  | 44   | 23    |
| 3   | Liverpool Montevideo      | 22    | 11 | 6   | 5   | 28  | 36   | 21    |
| 4   | River Plate Montevideo    | 22    | 8  | 8   | 6   | 24  | 27   | 32    |
| 5   | Huracán Buceo Montevideo  | 22    | 10 | 2   | 10  | 22  | 27   | 34    |
| 6   | CA Cerro                  | 22    | 8  | 5   | 9   | 21  | 28   | 35    |
| 7   | Danubio FC                | 22    | 7  | 6   | 9   | 20  | 32   | 31    |
| 8   | Montevideo Wanderers      | 22    | 7  | 5   | 10  | 19  | 30   | 30    |
| 9   | Defensor Sporting         | 22    | 6  | 6   | 10  | 18  | 30   | 37    |
| 10  | Rentistas Montevideo      | 22    | 5  | 6   | 11  | 16  | 35   | 50    |
| 11  | Racing Montevideo         | 22    | 7  | 2   | 13  | 16  | 33   | 48    |
| 12  | Fénix Montevideo          | 22    | 4  | 5   | 13  | 13  | 24   | 42    |

### Klasyfikacja strzelców bramek
| Gole | Piłkarz         | Klub       |
| ---- | --------------- | ---------- |
| 34   | Fernando Morena | CA Peñarol |